# Тищенко Віктор Григорович
Віктор Григорович Тищенко (рос. Виктор Григорьевич Тищенко; нар. 22 лютого 1949) — радянський футболіст, радянський та російський тренер, захисник. Очолював тольяттинську «Ладу» у вищому дивізіоні.

## Життєпис
Як футболіст провів 7 матчів у першій лізі за «Кубань», а також близько десяти років виступав за клуби другої ліги, найвідомішим з яких була волгоградська «Сталь» (нині — «Ротор»).
Після закінчення кар'єри гравця почав працювати тренером у клубах, які представляли республіки Середньої Азії. У 1989 році вперше зайняв пост головного тренера в клубі «Зарафшан», потім працював з командою «Актюбинець» і клубами, які представляли Краснодарський край — «Торпедо» (Армавір) і «Колос» (Краснодар).
У 1994 році увійшов до тренерського штабу тольяттинской «Лади» і в липні того ж року очолив команду, під його керівництвом «Лада» зіграла 15 матчів у вищій лізі, де зайняла останнє місце. Наступного сезону Тищенко працював у тренерському штабі команди помічником Віктора Антиховича, якому вдалося повернути команду у вищу лігу. У 1996 році знову зайняв посаду головного тренера «Лади», але не зміг утримати команду у вищій лізі і в травні 1997 року подав у відставку.
У грудні 1998 року в протягом декількох днів виконував обов'язки головного тренера «Кубані». У середині 2000-х років очолював новоросійський «Чорноморець» і клуб «Сочі-04». Надалі працював на адміністративних посадах в московському «Локомотиві» і київському «Динамо» за Юрія Сьоміна. З 2016 знову працює в «Локомотиві».